# Styrigrenda
Styrigrenda är en tidigare tätort i Eidsvolls kommun i Akershus fylke i sydöstra Norge. Orten ligger där fylkesväg 177 möter fylkesväg 1594, öster om älven Vorma, sydöst om kommunens centralort Eidsvoll.
Bebyggelsen i orten räknas numera som en del av tätorten Eidsvoll.